# Mark Geiger
Mark Geiger (Beachwood, New Jersey, 1974. augusztus 25. –) amerikai nemzetközi labdarúgó-játékvezető.

## Pályafutása

### Nemzeti játékvezetés
2005. április 2-án lett az I. Liga játékvezetője. 2011-től az amerikai profi liga, az Major League Soccer (MLS) bírója.

### Nemzetközi játékvezetés
Az Amerikai labdarúgó-szövetség Játékvezető Bizottsága (JB) terjesztette fel nemzetközi játékvezetőnek, a Nemzetközi Labdarúgó-szövetség (FIFA) 2007-től tartotta nyilván bírói keretében. Több nemzetek közötti válogatott és klubmérkőzést vezetett.

#### Világbajnokság
Kolumbiában rendezték a 18., 2011-es U20-as labdarúgó-világbajnokságot, ahol a FIFA JB hivatalnokként foglalkoztatta.
| Időpont             | Helyszín                               | Mérkőzés típusa       | Mérkőzés                | Eredmény | Nézők száma |
| ------------------- | -------------------------------------- | --------------------- | ----------------------- | -------- | ----------- |
| 2011. augusztus 1.  | Roberto Meléndez Stadion, Barranquilla | selejtező (E csoport) | Brazília–Ausztria       | 3 : 0    | 9 299       |
| 2011. augusztus 5.  | Pascual Guerrero Stadion, Cali         | selejtező (B csoport) | Uruguay–Kamerun         | 0 : 1    |             |
| 2011. augusztus 10. | Palogrande, Stadion, Manizales         | egyik nyolcaddöntő    | Spanyolország–Dél-Korea | 0 : 0    | 23 360      |
| 2011. augusztus 20. | El Campín Stadion, Bogotá              | döntő                 | Brazília–Portugália     | 3 : 2    | 36 058      |

A világbajnoki döntőhöz vezető úton Dél-Afrikába a XIX., a 2010-es labdarúgó-világbajnokságra, Brazíliába a XX., a 2014-es labdarúgó-világbajnokságra a FIFA JB bíróként alkalmazta. Selejtező mérkőzéseket a CONCACAF zónában irányított. 2012-ben a FIFA JB bejelentette, hogy a brazil labdarúgó-világbajnokság lehetséges játékvezetőinek átmeneti listájára jelölte. A kiválasztottak mindegyike részt vett több szakmai szemináriumon. A FIFA JB 25 bírót és segítőiket, valamint kilenc tartalék bírót és melléjük egy-egy asszisztenst nevezett meg. A végleges listát különböző technikai, fizikai, pszichológiai és egészségügyi tesztek teljesítése, valamint különböző erősségű összecsapásokon mutatott teljesítmények alapján állították össze.

##### 2010-es labdarúgó-világbajnokság

###### Selejtező mérkőzés
| Időpont             | Helyszín                              | Mérkőzés típusa                      | Mérkőzés                    | Eredmény | Nézők száma |
| ------------------- | ------------------------------------- | ------------------------------------ | --------------------------- | -------- | ----------- |
| 2009. szeptember 5. | Metropolitano Stadion, San Pedro Sula | Amerika/Karib-térség (CONCACAF) zóna | Honduras–Trinidad és Tobago | 4 : 1    | 38 000      |

##### 2014-es labdarúgó-világbajnokság

###### Selejtező mérkőzés
| Időpont              | Helyszín                                    | Mérkőzés típusa                      | Mérkőzés            | Eredmény | Nézők száma |
| -------------------- | ------------------------------------------- | ------------------------------------ | ------------------- | -------- | ----------- |
| 2011. szeptember 6.  | Városi Stadion, Providence                  | előselejtező (2. forduló; B csoport) | Guyana–Bermuda      | 2 – 1    | 3500        |
| 2012. június 12.     | Rommel Fernández Stadion, Panamaváros       | előselejtező (3. forduló; C csoport) | Panama–Kuba         | 1 – 0    | 21 000      |
| 2012. október 12.    | Cuscatlán Stadion, San Salvador             | előselejtező (3. forduló)            | Salvador–Costa Rica | 0 – 1    | 35 082      |
| 2013. február 6.     | Estadio Azteca, Mexikóváros                 | előselejtező (4. forduló)            | Mexikó–Jamaica      | 0 – 0    | 43 002      |
| 2013. június 11.     | Estadio Azteca, Mexikóváros                 | előselejtező (4. forduló)            | Mexikó–Costa Rica   | 0 – 0    | 65 753      |
| 2013. szeptember 10. | Tiburcio Carías Andino Stadion, Tegucigalpa | előselejtező (4. forduló)            | Honduras–Panama     | 2 – 2    | 26 582      |
| 2013. október 15.    | Independence Park Stadion, Kingston         | előselejtező (4. forduló)            | Jamaica– Honduras   | 2 – 2    | 6000        |

###### Világbajnoki mérkőzés
| Időpont          | Helyszín                                    | Mérkőzés típusa        | Mérkőzés              | Eredmény | Nézők száma |
| ---------------- | ------------------------------------------- | ---------------------- | --------------------- | -------- | ----------- |
| 2014. június 14. | Mineirão Stadion, Belo Horizonte            | selejtező (C csoport)  | Kolumbia–Görögország  | 3 – 0    | 57 174      |
| 2014. június 18. | Maracanã Stadion, Rio de Janeiro            | selejtező (B. csoport) | Spanyolország–Chile   | 0 – 2    | 74 101      |
| 2014. június 30. | Estádio Nacional de Brasília, Brazíliaváros | egyik nyolcaddöntő     | Franciaország–Nigéria | 2 – 0    | 67 882      |

#### Olimpia
A 2012. évi nyári olimpiai játékok labdarúgó tornájára a FIFA JB bírói szolgálatra hívta meg.
| Időpont            | Helyszín                         | Mérkőzés típusa       | Mérkőzés            | Eredmény | Nézők száma |
| ------------------ | -------------------------------- | --------------------- | ------------------- | -------- | ----------- |
| 2012. július 26.   | Hampden Park Stadion, Glasgow    | selejtező (D csoport) | Spanyolország–Japán | 0 : 1    | 37 726      |
| 2012. augusztus 4. | Old Trafford Stadion, Manchester | egyik negyeddöntő     | Japán–Egyiptom      | 3 : 0    | 70 772      |

#### Arany-kupa
Az Amerikai Egyesült Államok volt a házigazdája a 12., a 2013-as CONCACAF-aranykupa tornának, ahol a CONCACAF JB bíróként foglalkoztatta.
| Időpont          | Helyszín                        | Mérkőzés típusa       | Mérkőzés          | Eredmény | Nézők száma |
| ---------------- | ------------------------------- | --------------------- | ----------------- | -------- | ----------- |
| 2013. július 14. | Authority Field Stadion, Denver | selejtező (A csoport) | Martinique–Mexikó | 1 – 3    | 30 000      |
| 2013. július 20. | Georgia Dome Stadion, Atlanta   | egyik negyeddöntő     | Panama–Kuba       | 6 – 1    | 54 229      |

#### Nemzetközi kupamérkőzések

##### FIFA-klubvilágbajnokság
Marokkó rendezte a 10., a 2013-as FIFA-klubvilágbajnokságot, ahol a FIFA JB hivatalnokként alkalmazta.
| Időpont            | Helyszín                 | Mérkőzés típusa | Mérkőzés             | Eredmény | Nézők száma |
| ------------------ | ------------------------ | --------------- | -------------------- | -------- | ----------- |
| 2013. december 18. | Városi Stadion, Marrákes | 5. helyért      | Al Ahly–CF Monterrey | 1 – 5    | 35 219      |